# 20103 де Віко
20103 де Віко (20103 de Vico) — астероїд головного поясу, відкритий 6 травня 1995 року.
Тіссеранів параметр щодо Юпітера — 3,524.
Названий на честь італійського астронома Франческо де Віко. 